# Franjo Dujmović
Franjo Dujmović (Oriovac, 2. kolovoza 1904. – São Bernardo do Campo, 24. prosinca 2000.) bio je hrvatski pravnik, novinar i publicist.

## Životopis
Godine 1923. maturirao je u gimnaziji u Požegi i Slavonskom Brodu. Iste godine započinje pravni studij u Zagrebu gdje je doktorirao 1933. godine. Tamo je postao članom Katoličkog akademskog društva „Domagoj”, a kasnije i Hrvatskog orlovskog saveza.
Od 1926. bio je suurednik katoličkog polutjednika „Jadran” u Splitu. Radio je u Negotinu, Novom Sadu, Pančevu i Rekovcu. Godine 1937./1938. radio je kao perovođa u Vukovaru. Od 1938. godine otvorio je u Slavonskom Brodu pisarnicu te suizdavao novine „Posavska Hrvatska” (1939. – 1941.).
Za vrijeme Drugog svjetskog rata djelovao je u Zagrebu gdje je bio ravnatelj dnevnika „Nova Hrvatska” (1941. – 1943.) te časopisa „Hrvatska smotra” (do 1945.). Službovao je kao povjerenik i upravitelj Hrvatskoga državnog tiskarskog zavoda (1941. – 1945.).
Poslije sloma NDH boravi u Krumpendorfu te zatim u logoru Fermo. Od tamo s obitelji odlazi u São Paulo. Do 1969. bio je povjerenik „Hrvatske revije” i član društva „Croatia Sacra Paulistana” iz São Paula.
Koristio je pseudonime: „Dragan Maričević”, „Stj. Kovačević”, „Jozo Tomičević”, „F. Brodski”, „f. d.” i „fod”.

### Knjige
- Šakić, Vlado; Dobrovšak, Ljiljana, ur. 2020. Franjo Dujmović. Leksikon hrvatskoga iseljeništva i manjina (PDF). Hrvatska matica iseljenika - Institut društvenih znanosti Ivo Pilar. Zagreb.

### Članci
- Bašić, Nataša. 1993. Dujmović, Franjo. Hrvatski biografski leksikon. Zagreb.  journal zahtijeva |journal= (pomoć)